# Смртна казна у Босни и Херцеговини
Смртна казна у Босни и Херцеговини је забрањена. Укинут је дефакто за све злочине у новембру 1998. године у Федерацији Босне и Херцеговине, последња егзекуција је извршена 1977. због убиства, а 21. јуна 2000. је укинут у Републици Српској. Из Устава Републике Српске је смртна казна у потпуности избрисана 4. октобра 2019, а док је постојала била је потврђена чланом 11. Босна и Херцеговина је потписница аболиционистичких међународних инструмената, укључујући Протокол Савета Европе бр. 6 и Протокол бр. 13.

## Погубљења од 1959.
| Погубљено лице     | Референца | Датум изрицања казне | Датум извршења    | Место извршења | Злочин            | Метод         |
| ------------------ | --------- | -------------------- | ----------------- | -------------- | ----------------- | ------------- |
| Мијо Радош         | [ 3 ]     | 1960.                | 1960.             | Добој          | ратни злочин      | стрељачки вод |
| Иван Томић         | [ 3 ]     | 1961.                | 1961.             | Тузла          |                   | стрељачки вод |
| Самид Истић        | [ 3 ]     | 1962.                | 1962.             | Брчко          | убиство полицајца | стрељачки вод |
| Суљо Хрнић         | [ 3 ]     | 1963.                | 1963.             | Травник        | двоструко убиство | стрељачки вод |
| Милојко Аризановић | [ 3 ]     | 1968.                | 4. децембар 1968. | Сарајево       | двоструко убиство | стрељачки вод |
| Ђуро Хорват        | [ 3 ]     | 21. децембар 1972.   | 17. март 1973.    | Сарајево       | тероризам         | стрељачки вод |
| Мирко Власновић    | [ 3 ]     | 21. децембар 1972.   | 17. март 1973.    | Сарајево       | тероризам         | стрељачки вод |
| Вејсил Кекшић      | [ 3 ]     | 21. децембар 1972.   | 17. март 1973.    | Сарајево       | тероризам         | стрељачки вод |
| Драгомир Бајчета   | [ 3 ]     | 3. април 1972.       | Август 1973.      | Сарајево       | убиство           | стрељачки вод |
| Вишња Павловић     | [ 3 ]     | 3. април 1972.       | Август 1973.      | Сарајево       | убиство           | стрељачки вод |
| Душан Продић       | [ 3 ]     | 8. септембар 1976.   | 1977.             | Добој          | убиство           | стрељачки вод |